# 히노촌 (돗토리현)
히노촌(日野村)은 일본 돗토리현 히노군에 있던 촌이다. 현재의 히노군 히노정의 일부에 해당한다.

## 역사
- 1889년 10월 1일 - 정촌제 시행에 의해 히노군 와타리촌, 야스이촌이 성립하였다.
- 1913년 9월 1일 - 와타리촌, 야스이촌이 합병해 히노군 히노촌이 성립하였다.
- 1953년 10월 1일 - 네우정과 합병해 새로운 네우정이 신설하여 폐지되었다.

## 참고문헌
- 角川日本地名大辞典 31 鳥取県
- 『市町村名変遷辞典』東京堂出版、1990年。